# Garça-real
A garça-real (Pilherodius pileatus) é uma garça de hábitos solitários encontrada do Panamá ao Paraguai, Bolívia e em grande parte do Brasil. Tal espécie mede cerca de 51-61 cm de comprimento, possuindo plumagem branco-amarelada, capuz negro e longas penas nucais brancas, região perioftálmica e base do bico azuis. Também é conhecida pelos nomes de acará, acaratimbó, acaratinga, garça-morena, garcinha e garça-de-cabeça-preta.

## Taxonomia
A garça-real foi descrita pelo polímata francês Georges-Louis Leclerc, conde de Buffon, em 1780 em sua publicação Histoire Naturelle des Oiseaux a partir de um espécime coletado em Caiena, Guiana Francesa. A ave também foi ilustrada em uma placa colorida à mão gravada por François-Nicolas Martinet, em sua publicação Planches Enluminées D'Histoire Naturelle, que foi produzida sob a supervisão de Edme-Louis Daubenton para acompanhar o texto de Buffon. Nem a legenda da placa nem a descrição de Buffon incluíam um nome científico, mas em 1783 o naturalista holandês Pieter Boddaert cunhou o nome binomial Ardea pileata em seu catálogo dos Planches Enluminées.
Atualmente, a garça-real é a única espécie do gênero Pilherodius, estabelecido pelo naturalista alemão Ludwig Reichenbach em 1853. O nome do gênero combina o grego antigo "cap" e erōdios, que significam "garça". O epíteto específico pileatus significa "tampado" em latim.
Pouco se sabe sobre a relação de P. pileatus com as outras espécies da família Ardeidae, devido à sua não inclusão em estudos genéticos. Com as poucas informações disponíveis acredita-se que seu parente vivo mais próximo seja a maria-faceira (Syrigma sibilatrix).

## Descrição

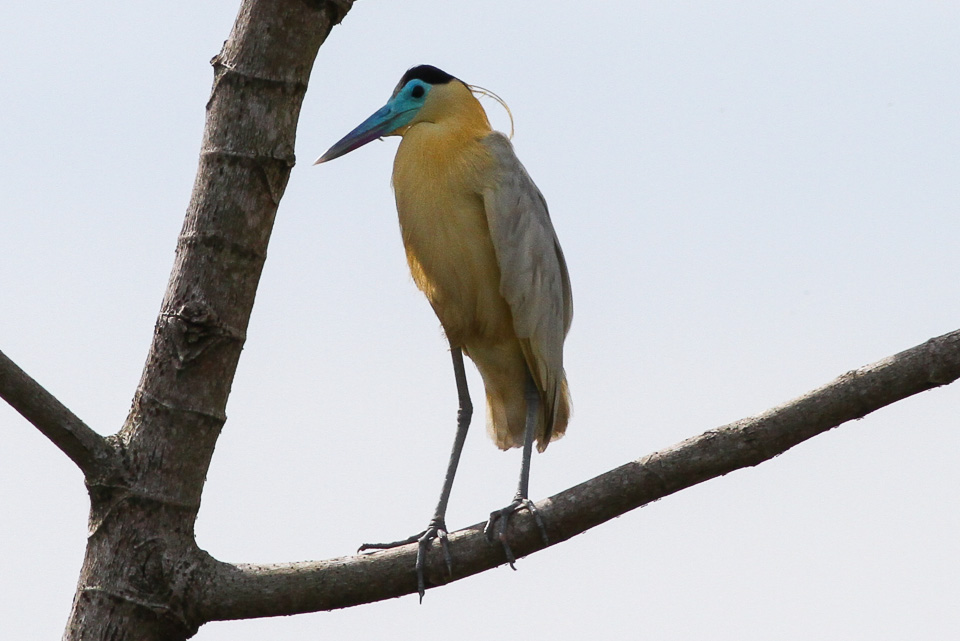
Uma garça-real em um galho

A espécie é muito distinta das outras garças, sendo a única com bico e cara azuis e coroa negra. A barriga, o peito e o pescoço são cobertos por penas branco-amareladas ou creme-claro. As asas e o dorso são cobertos por penas brancas. Três a quatro penas longas brancas estendem-se da coroa preta. Não se observou a ocorrência de dimorfismo sexual na cor ou brilho.
O comprimento do corpo de um adulto varia entre 51-61 cm, as cordas das asas entre 26-28 cm, a cauda entre 9,5-10,3 cm e o tarso entre 9,2-9,9 cm. O peso de um adulto varia entre 444 e 632 g.
Os filhotes são muito semelhantes aos adultos. Eles diferem apenas no comprimento do corpo e pelas penas brancas que são ligeiramente cinza.

## Distribuição
A garça-real é endêmica da região neotrópica e quase exclusiva da floresta tropical. Está presente na Bolívia, Brasil, Colômbia, Equador, Guiana Francesa, Panamá, Paraguai, Peru, Suriname e Venezuela. Habita terras baixas até 900 m acima do nível do mar, embora na Venezuela só seja encontrada abaixo de 500 m, e no Equador abaixo de 400 m. Embora não haja migrações registradas para esta espécie e acredita-se que seja sedentária, pode haver movimentos sazonais em Darien, Panamá.

## Habitat
A garça-real normalmente habita pântanos e valas em pastagens úmidas ou florestas tropicais. Às vezes, pode se aventurar em lagoas e rios mais profundos. Prefere forragear na costa ou na vegetação flutuante, mas também foi observada em trincheiras de plantações de café e campos de arroz inundados.

## Dieta
As garças-reais caçam principalmente peixes, mas também insetos aquáticos e larvas, girinos e sapos.
Em uma sequência de caça típica, a garça fica ereta, procurando uma presa em potencial; após localizá-la, se agacha lentamente e estende o pescoço; finalmente, introduz seu bico na água em grande velocidade para pegar a presa. A frequência de sucesso observada é de 23%. Também pode usar a mesma sequência ao caminhar na parte rasa. Geralmente anda devagar, cobrindo a mesma área repetidamente, parando por alguns segundos e, em seguida, movendo lentamente um pé para dar um novo passo. Existem relatos da espécie fazendo caça aérea, remando com os pés, mergulhando e nadando, além de outros movimentos.
A espécie move-se frequentemente entre os locais de alimentação, às vezes voando até 100 m. Pode ser crepuscular, mas foi observada forrageando durante o dia, ao contrário das garças noturnas. Geralmente caça sozinha.

## Comportamento

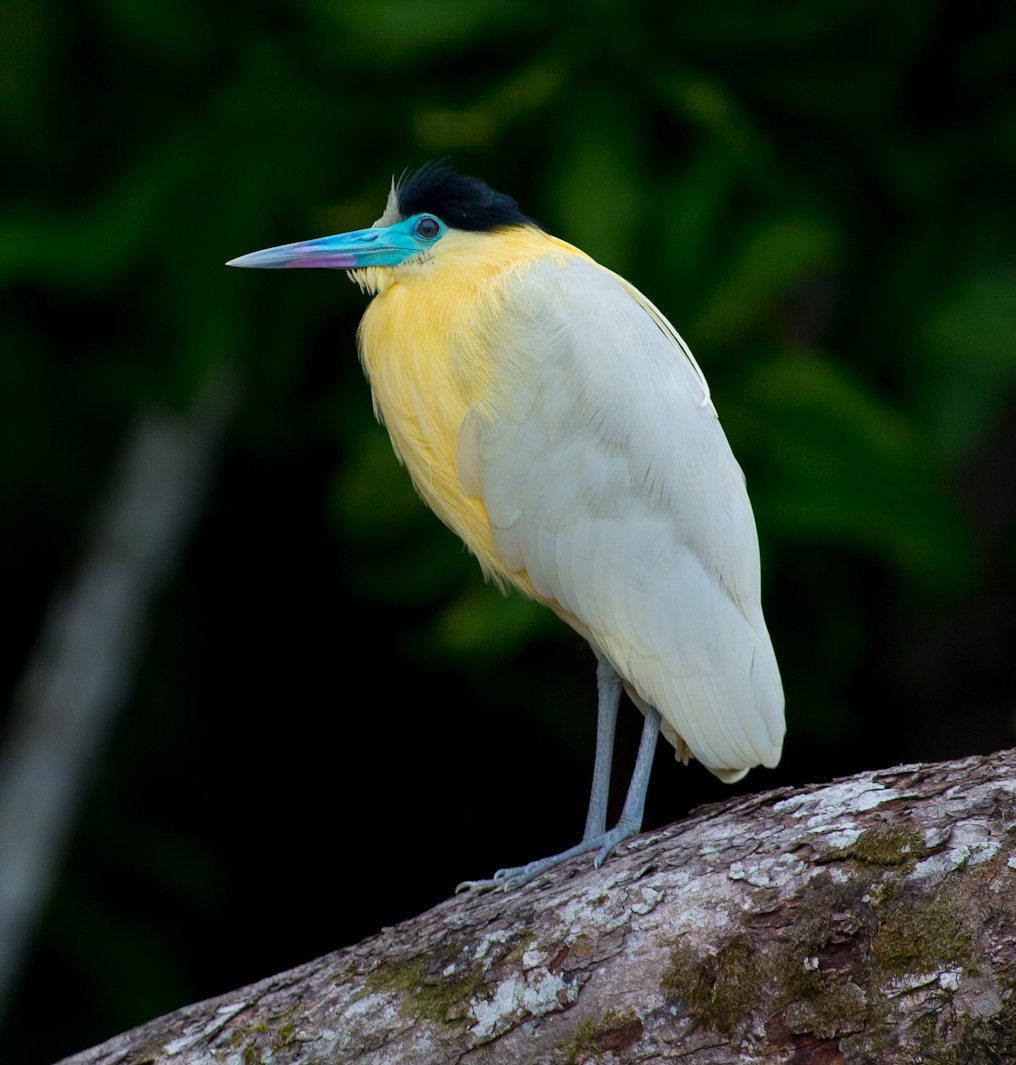
Uma garça-real

A espécie é fortemente territorial; a mesma ave pode ser vista em um local de forrageamento por semanas a fio. Uma garça-real foi vista perseguindo outra para longe de um local de forrageamento, até que a outra ave pousou no alto de uma árvore.
É normalmente solitária, embora haja casos em que são encontradas em casais ou grupos. As aves podem ser vistas com outras espécies, como garças-brancas-pequenas (Egretta thula) e guarás (Eudocimus ruber). No entanto, outros estudos descobriram que evitam grandes bandos de espécies mistas, aparecendo em menos de 1% das 145 agregações alimentares observadas. A garça-real aparenta ser submissa à garça-branca-grande, mas dominante em relação a garça-branca-pequena (Egretta thula) e ao socozinho (Butorides striata).

## Reprodução
Sabe-se muito pouco sobre a reprodução desta espécie. A reprodução em cativeiro em Miami, Estados Unidos, indica que uma fêmea pode colocar de 2 a 4 ovos brancos, que a incubação dura de 26 a 27 dias e que o filhote tem penugem branca. No entanto, essas aves em cativeiro não conseguiram que nenhum jovem sobrevivesse, possivelmente devido a uma dieta deficiente ou comportamento anormal nos adultos. Com base em pássaros com biologia semelhante, é provável que mantenham grupos familiares e cuidem dos filhotes mesmo depois que atingem o estágio inicial. Pode haver um padrão de reprodução de dois ciclos, com as populações do norte e do sul reproduzindo-se em épocas diferentes do ano.

## Conservação

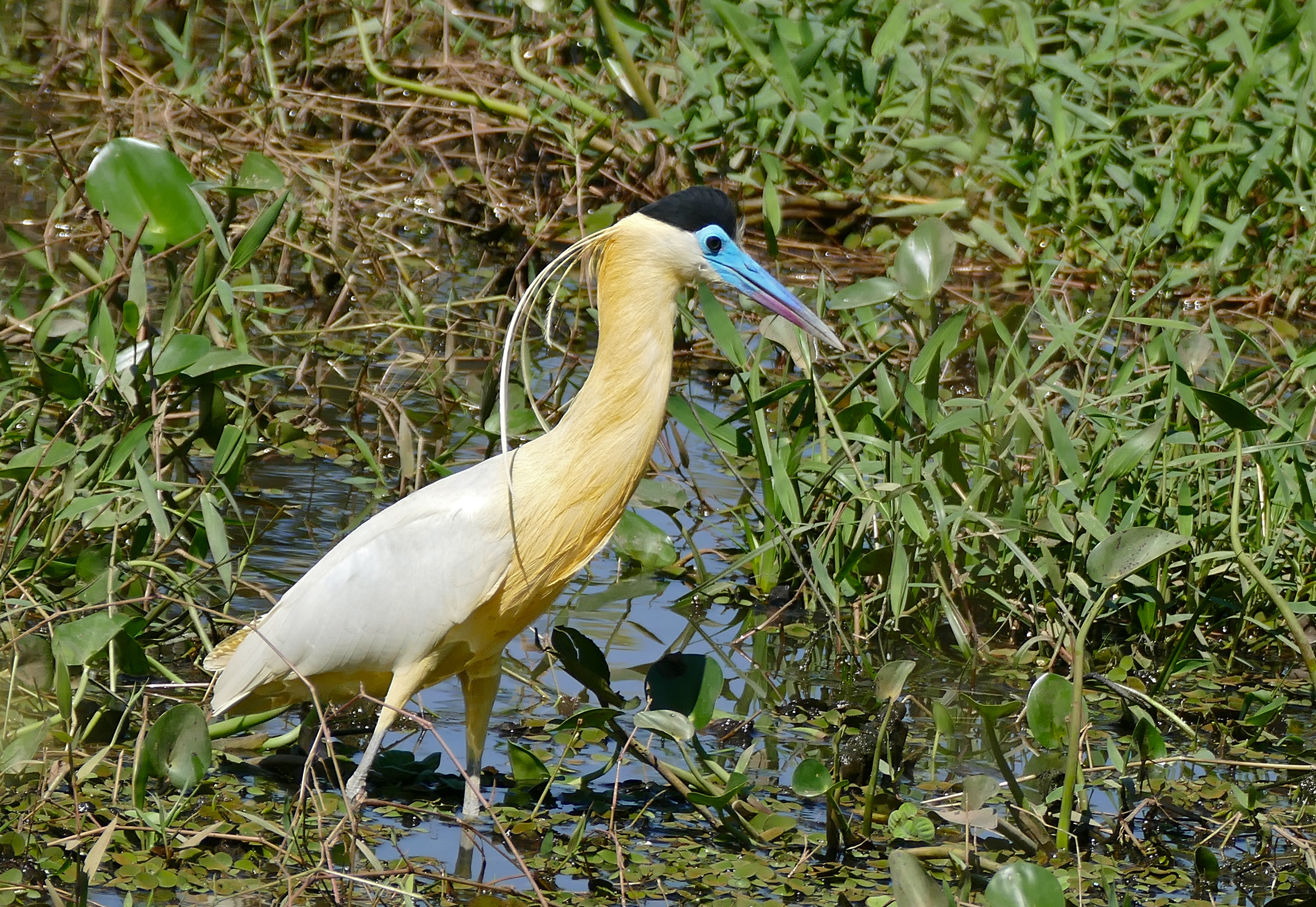
Uma garça-real em Poconé, Mato Grosso, Brasil

A espécie tem um alcance extremamente grande e, portanto, não se aproxima dos limites para uma classificação de vulnerável sob o critério de tamanho de alcance. O tamanho da população não foi quantificado e a tendência não é conhecida, mas não se acredita que se aproxime dos limites para "espécie vulnerável" de acordo com o tamanho da população ou os critérios de tendência. Por essas razões, a espécie foi avaliada como "pouco preocupante" pela União Internacional para a Conservação da Natureza (IUCN). No entanto, ocorre em densidades muito baixas e é considerada "rara" no Equador, Colômbia, Venezuela e Panamá.
A garça-real parece ser adaptável e pode estar expandindo seu uso de habitats feitos pelo homem. Foram encontradas algumas aves desta espécie em piscinas ao longo da Rodovia Transamazônica, no Brasil. No entanto, dado que é principalmente uma espécie de floresta ribeirinha, a perda deste habitat devido à exploração madeireira e conversão de floresta em pastagem pode representar ameaças a longo prazo.